# Světlana Savická

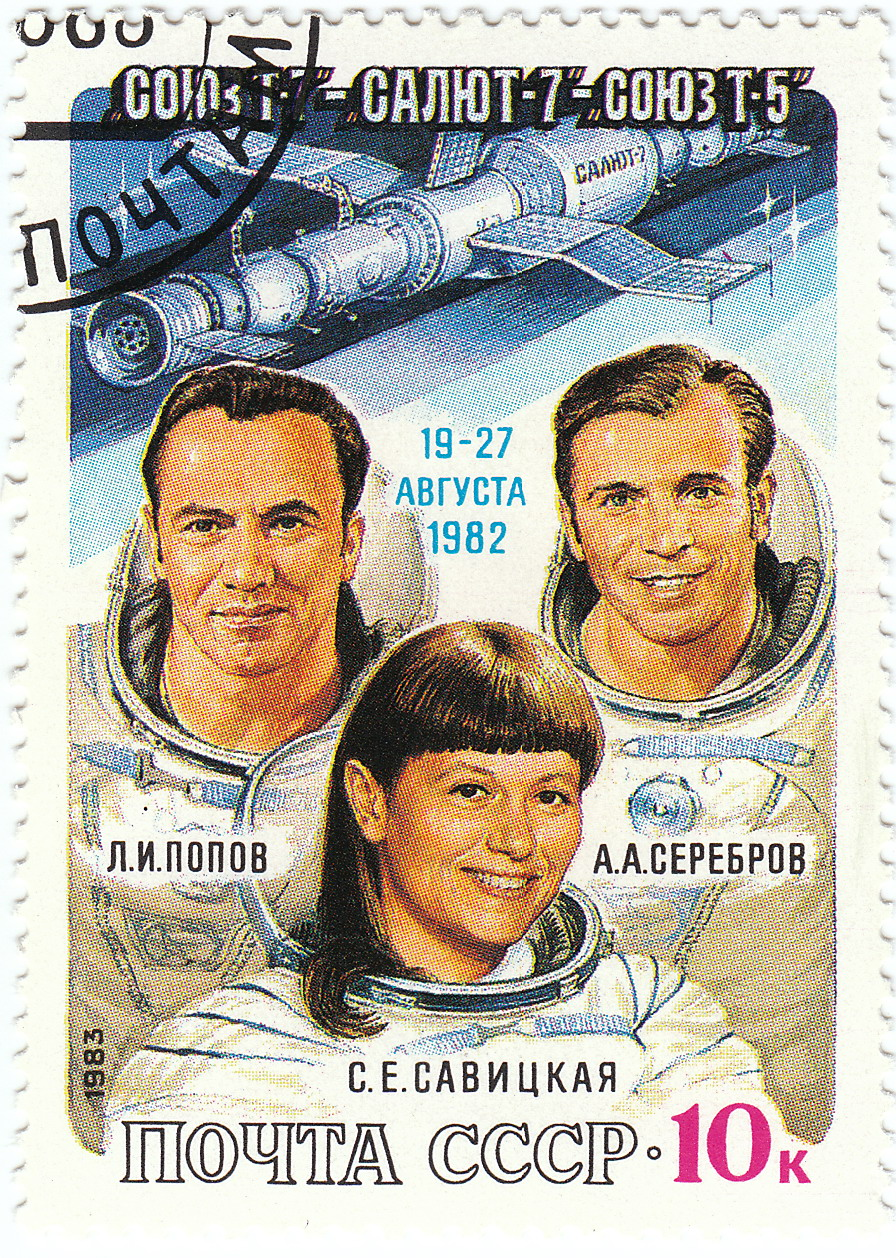
Sovětská poštovní známka připomínající misi Sojuz T-7 – Saljut 7 – Sojuz T-5

Světlana Jevgeňjevna Savická (rusky Светлана Евгеньевна Савицкая, * 8. srpna 1948 Moskva, SSSR) je bývalá sovětská kosmonautka, pilotka a konstruktérka ruské národnosti, mnohonásobná letecká světová přebornice a první žena, která vystoupila do volného vesmírného prostoru.

## Život

### Mládí a výcvik
Její otec Jevgenij Jakovlevič Savickij byl maršál letectva, dvojnásobný hrdina Sovětského svazu a účastník Velké vlastenecké války. V šestnácti letech se přihlásila do výsadkářského klubu a než skončila střední školu, měla za sebou stovky seskoků, byla mistryní tohoto sportu. Po maturitě se dostala na Moskevský letecký institut, fakultu stavby letadel. Souběžně se studiem se učila létat. Na letišti v Tušinu zvládla vyšší pilotáž a stala se členkou sportovního mistrovského týmu SSSR. V roce 1965 třikrát skočila na padáku ze stratosféry, každý seskok byl světovým rekordem. Stala se také absolutní mistryní světa na vrtulových letadlech. Pak se dostala do školy zkušebních pilotů. V roce 1977 dosáhla na sériovém nadzvukovém Je-133 (MiG-25PU) rekordní výšky 21140 metrů, obdobných rekordů dosáhla několik. V roce 1980 se stala členkou týmu připravujících se kosmonautů MMZ Skorost. Po 19 letech od letu Těreškovové se stala druhou ženou světa, která letěla do vesmíru. Bylo jí 34 let, je zaregistrována jako 111. člověk ve vesmíru.

### Lety do vesmíru
První svůj let absolvovala na lodi Sojuz T-7 koncem léta 1982. Start byl z kosmodromu Bajkonur, na palubě s ní letěli Leonid Popov a Alexandr Serebrov. Po 25 hodinách se připojili k orbitální stanici Saljut 7, kde je uvítala stálá posádka ve složení Anatolij Berezovoj a Valentin Lebeděv. Když se po několika dnech práce se Sojuzem T-5 vrátila na Zemi, měla za sebou prvních 189 hodin ve vesmíru.
Po návratu pracovala rok v letecké konstrukční kanceláři, pak v konstrukci kosmických přístrojů a souběžně se podrobila výcviku pro další let.
Podruhé letěla jako palubní inženýrka na stanici Saljut 7 o dva roky později v lodi Sojuz T-12. Jejími kolegy byli Vladimir Džanibekov a Igor Volk. Na Saljutu byla v té době stálá posádka Leonid Kizim, Oleg Aťkov, Vladimir Solovjov, která zde zůstala i nadále. Savická vystoupila jako první žena světa na tři hodiny do volného prostoru (EVA) k experimentům se svářením. Přistáli po 11 dnech na Zemi, v Kazašské SSR.
Strávila ve vesmíru 19 dní, čímž utvořila další světový rekord mezi ženami.
- Sojuz T-7, Saljut 7, Sojuz T-5 (19. srpen 1982 – 27. srpen 1982)
- Sojuz T-12, Saljut 7, Sojuz T-12 (17. červenec 1984 – 29. červenec 1984)

### Po letech
V letech 1983–1993 byla členkou týmu NPO Energija v Rusku.
V roce 2007 byla na volební kandidátce komunistů KSRF.